# Yuma el Tolba
Souk el Tolba (en árabe: سوق الطلبة‎, en lenguas bereberes: ⵙⵓⵇ ⵟⵯⵍⴱⴰ, en francés: Souk Tolba) es un municipio marroquí en la región de Tánger-Tetuán-Alhucemas. Desde 1912 hasta 1956 perteneció a la zona norte del Protectorado español de Marruecos.